# Estero Quilpué (Marga Marga)
El estero Quilpué es un curso natural de agua de la Región de Valparaíso que nace unos 2 kilómetros al oriente de la ciudad de Quilpué y fluye con dirección general noroeste hasta su confluencia con el estero Marga Marga.: 323 

## Trayecto
El estero nace en unas vegas y atraviesa Villa Alemana, El Belloto y Quilpué, recorriendo un total de 16 kilómetros.: 323 

## Caudal y régimen
Su alimentación es de un 100% pluvial.

## Historia
Francisco Solano Asta-Buruaga y Cienfuegos escribió en 1899 en su obra póstuma Diccionario Geográfico de la República de Chile sobre el río Quilpué:
Quilpué (Río de).-—Riachuelo que tiene sus cabeceras en la vertiente occidental de la sierra de Malgamalga y que se halla en el límite nordeste del departamento de Casa Blanca con el de Limache. Corre de allí hacia el NO. por el primero de éstos, reuniendo sus ramas superiores que son los arroyos ó corrientes de agua de Malgamalga y de Reculemu; entra en seguida en el otro departamento y continúa en la misma dirección del noroeste por el lado sur de la aldea de su nombre ó Quilpué. Poco después penetra en el departamento de Valparaíso y va por medio del angosto valle de Viña del Mar á morir en la extremidad norte de la bahía de Valparaíso y á cosa de dos kilómetros al ONO. del pueblo del nombre del valle. Es de poco caudal y de un curso que no pasa de 50 kilómetros. En su parte superior corre estrechado entre cerros medianos y en la inferior entre riberas bajas y arenosas, tomando aquí la denominación de río de Viña del Mar; pero en tiempos anteriores se le llamaba en general río de Malgamalga y así aparece nombrado en el plano de 1713 del ingeniero francés Frezier. Primitivamente se le llamó, hacia sus cabeceras, río de las Minas por las de oro que explotó el Gobernador Pedro de Valdivia.